# Ballella basicornis
Ballella basicornis är en insektsart som beskrevs av Knight 1959. Ballella basicornis ingår i släktet Ballella och familjen ängsskinnbaggar. Inga underarter finns listade i Catalogue of Life.